# Leptolalax maurus
Leptolalax maurus là một loài ếch trong họ Megophryidae. Nó là loài đặc hữu của Malaysia.
Các môi trường sống tự nhiên của chúng là rừng mây ẩm nhiệt đới và cận nhiệt đới và sông. Nó ngày càng hiếm gặp do mất môi trường sống.